# Expedició 18
L'Expedició 18 va ser la divuitena estada de llarga durada a l'Estació Espacial Internacional (ISS).
Els primers dos tripulants, Michael Fincke, i Iuri Lontxakov es van enlairar el 12 d'octubre de 2008, a bord del Soiuz TMA-13. Amb ells hi havia l'astronauta Sandra Magnus, que es va unir a la tripulació de l'Expedició 18 després del llançament del STS-126 i es va mantenir fins a la sortida del STS-119 el 25 de març de 2009. Va ser substituïda per l'astronauta de la JAXA, Koichi Wakata, que va arribar a l'ISS en el STS-119 del 17 de març de 2009. Gregory Chamitoff, es va unir a l'Expedició 18 després que l'Expedició 17 partís de l'estació, va posar fi a la seva estada a bord de la ISS i va tornar a la Terra amb la tripulació del STS-126.

## Tripulació
| Posició           | Primera Part (Octubre de 2008 a novembre de 2008) | Segona Part (Novembre del 2008 a març de 2009) | Tercera Part (Març de 2009 a abril de 2009) |
| ----------------- | ------------------------------------------------- | ---------------------------------------------- | ------------------------------------------- |
| Comandant         | Michael Fincke, NASA Segon vol espacial           | Michael Fincke, NASA Segon vol espacial        | Michael Fincke, NASA Segon vol espacial     |
| Enginyer de vol 1 | Iuri Lontxakov, RSA Tercer vol espacial           | Iuri Lontxakov, RSA Tercer vol espacial        | Iuri Lontxakov, RSA Tercer vol espacial     |
| Enginyer de vol 2 | Gregory Chamitoff, NASA Primer vol espacial       | Sandra Magnus, NASA Segon vol espacial         | Koichi Wakata, JAXA Tercer vol espacial     |